# حياتان (رواية)
رواية حياتان (بالإنجليزية:  Two Lives)‏ هي زوج من الروايات القصيرة، من تأليف الكاتب الإيرلندي ويليام تريفور، نُشرت في كتاب واحد.
يتألف هذا الكتاب من رواية «أن تقرأ لتورغنيف» ورواية «بيتي في أُمبريا».
تتحدث رواية «أن تقرأ لتورغنيف» عن حياة ماري لويز دالون، وهي فتاة مُزارعة من إيرلندا الجنوبية الشرقية، تزوجت من تاجر أقمشة كبير يُدعى إلمر كواري، لكن زواجها لم ينجح، بسبب إدمان زوجها المتزايد على الكحول. تقع ماري في حب ابن عمها روبرت، الذي يحرم عليها الزواج به وفق الدين. ويعرفها روبرت على أعمال عُظماء الكُتّاب الروس (بما في ذلك إيفان تورغنيف). وفي نهاية المطاف تجنماري وتُقرر تنظيم حياتها حول الحفاظ على وجود روبرت بأدق التفاصيل الممكنة، بما في ذلك إعادة إنشاء غرفته وممتلكاته في العُليّة الخاصة بها.
في رواية «بيتي في أمبريا»، تسترجع الراوية وهي مومس تقدمت في السن ثم أصبحت كاتبة روايات رومانسية، فترة وجيزة من حياتها قامت خلالهابحماية ثلاثة ناجين من هجوم إرهابي على قطار مسافرين إيطالي في الفيلا الخاصة بها في منطقة أومبريا. جرى تحويل هذه الرواية الصغيرة إلى فيلم تلفزيوني (بيتي في اومبريا ‏) هذا الفيلم يختلف جوهربًا عن مسار الأحداث الكئيبة في الرواية الأصلية.
تم اختيار ريدينج تورجينيف لجائزة بوكر الأدبية في عام 1991.